# Средневековая узбекская историография
Средневековая узбекская историография — совокупность исторических произведений, написанных с XV века на староузбекском (чагатайском) языке.
Современные историки используют для территории Средней Азии, включая территории современного Узбекистана термин позднее средневековье для XVI—XVIII вв., а с конца XVIII века используют термин Новое время
Первые попытки написать исторические сочинения на чагатайском языке предпринимались в Тимуридскую эпоху. Во дворце Тимура велась официальная хроника на этом языке под названием «Тарихи хани». По информации Алишера Навои, поэт Лутфи переложил часть «Зафар-наме» Шараф ад-Дина Али Язди на тюркский язык в стихотворной форме, но перевод так и остался в черновике. Захириддин Мухаммад Бабур написал на упрощенном тюркском языке, близком к андижанскому говору, свои мемуары под названием «Бабур-наме». В дальнейшем они приобрели большую популярность и были переведены на множество языков. Однако основная часть исторических произведений была создана в узбекских ханствах. В каждом ханстве сложилась своя школа историографии.

## Эпоха Шибанидов (XVI век)
Основатель династии Шейбанидов — Мухаммед Шейбани являлся меценатом и собирал вокруг себя поэтов, ученых и историков. Его деятельности посвящено множество исторических произведений, часть которых написана на тюркском языке. Наиболее популярной из них является книга знаменитого поэта Мухаммеда Салиха.
Мухаммед Салих, выходец из узбекского племени билкут, внук эмира Шах Малика, приближенного Шахрух Мирзы и Мирзы Улугбека, родился в 1455 году в Хорезме. Его отец Нур Саидбек был крупным эмиром и служил сначала Мирза Улугбеку, а затем Абу-Сеид Мирзе; в 1464—1467 гг. был наместником Хорезма, в 1467 году казнен по приказу Султана Абу-Сеид Мирзы. Мухаммад Салих долгое время жил и учился в Герате, с 1494 года был в службе у самаркандского эмира Дарвиш Мухаммад Тархана. С 1500 года служил Шейбани-хану. После смерти Шейбани-хана (1510) до конца жизни был секретарем Убайдулла-хана. Посвятил Шейбани-хану биографическую поэму «Шейбани-наме». Повествование в книге начинается с рождения Шейбани-хана и доводится до 1505 года. Сохранилось два экземпляра произведения, один хранится в Вене, другой – в библиотеке Санкт-Петербургского государственного университета.
Книга под названием «Шейбани-наме» на персидском языке была написана Камалуддином Бинаи. Другой автор – Мулла Шади написал поэму, также повествующую о жизни Шейбани-хана, под названием «Фатх-наме».
Шейбани-хану посвящена анонимная летопись «Таварих-и гузида нусратнамэ», написанная на староузбекском языке между 1502—1505 годы. Первая часть книги содержит сведения о предках тюрков и Чингиз-Хане. Она основана на работах Джувейни, Рашид ад-Дина. Кроме того, автор использовал анонимное сочинение «Тарих-и арба улус» («История четырёх улусов»), которое приписывается Улугбеку. В истории описано воцарение в государстве кочевых узбеков деда Шейбани-хана Абулхайр-хана. Особенно подробно изложен период после смерти Абулхайра и завоевание Шейбани Мавераннахра. Заканчивается книга событиями завоевания Шейбани Андижана в 1504 году, на основании чего её окончание датируется 1505 годом. Книга, как по содержанию, так и по композиции, послужила образцом при создании целого ряда аналогичных произведений.
Шейбани-хан сам писал стихи под псевдонимом «Шибани». Диван стихов Шейбани-хана, написанный на среднеазиатском тюркском литературном языке в настоящее время хранится в фонде рукописей Топкапы в Стамбуле. Он состоит из 192 страниц. Рукопись его философско-религиозного произведения: «Бахр ул-худо», написанное на среднеазиатском тюркском литературном языке в 1508 году находится в Лондоне. Шейбани-хан использовал при написании своего сочинения различные труды по богословию. Оно содержит собственные соображения Шайбани-хана по религиозным вопросам. Автор излагает собственное представление об основах ислама: покаяние в грехах, проявление милосердия, совершение добрых дел. Шейбани-хан показывает прекрасное знание мусульманских ритуалов и повседневных обязанностей правоверных мусульман. 
Шейбани-хану написал прозаическое сочинение под названием «Рисале-йи маариф-и Шейбани» на среднеазиатском тюркском — чагатайском языке в 1507 г. вскоре после захвата им Хорасана и посвящено сыну, Мухаммаду Тимуру (рукопись хранится в Стамбуле). В сочинении говорится о необходимости знания законов ислама, пользе этого знания для правителя. В этом произведении Шайбани-хан также показал себя приверженцем суфийского учения Ахмада Яссави.
При дворе Шейбани-хана были осуществлены переводы на тюркский язык исторических произведений на персидском языке. Так, по его приказу Бинаи перевел с арабского языка на тюркский книгу «Аджайиб ал-махлукат ва гарайиб ал-маснуат». При преемниках Шейбани-хана эти традиции продолжались. 
Одним из знаменитых шейбанидских историков является Абдулла Насруллахи. Полное имя – Абдулла ибн Мухаммад ибн Али Насруллахи. Рожден в Балхе. Долгое время служил сыну Хусейна Байкара Бадиуззаман Мирзе. После того, как Герат был занят Шейбани-ханом (1507), поступил к нему на службу. После смерти Шейбани-хана был под опекой Суюнчходжа-хана, а затем – его сына Келди Мухаммада. В 1525 году по его поручению составил летопись «Зубдат ал-асар» («Избранные летописи»). Один из списков рукописи заключает часть всеобщей истории на узбекском языке, начиная с истории аббасидов, и кончая известным сражением узбеков во главе с Шейбани-ханом.
В 1519 году в Бухаре по приказу Кучкунджи-хана была переведена на узбекский язык «Зафар-наме» Шараф ад-Дина Али Язди.
Первой известной хроникой, сочиненной в Хорезме, является «Чингиз-наме» Утемиш-хаджи. Автор – Утемиш-хаджи ибн Мавлана Мухаммад Дости был выходцем из влиятельной узбекской семьи, бывшей в служении у Ильбарсхана (1511-1518). Единственное известное его сочинение, «Чингиз-наме», написано в 1558 году по поручению Шейбанида Иш-султана (убит в 1558 году). Заслуга книги состоит в том, что она не является компиляцией, что свойственно большинству мусульманских летописей, а основана на устных преданиях, бытовавших среди кочевых узбеков. Автор много странствовал по Хорезму и Дешт-и-Кипчаку, поэтому его повествование в значительной степени основывается на рассказах очевидцев. В. П.Юдин включил книгу в ряд письменных сочинений, основанных на «степной устной историографии». К ним он относит и другие сочинения XVI—XVII еков: «Джами ат-таварих» Али Хасан Жалаира и «Таварих-и гузида». По всей видимости, дошедшая до нас рукопись «Чингиз-наме» неполная, поскольку повествование прерывается на Тохтамыш-хане (1380—1395).
Хроника Утемиш-хаджи послужила важным этапом в формировании хивинской историографической школы. Можно считать, что в ту пору в Хорезме уже существовала традиция письменно фиксировать исторические факты, имелись летописи или исторические записи. Сам Утемиш-хаджи много ссылается на хронику и «дафтары» (тетради) Дост-султана, старшего брата Иш-султана.
В 1556 году, в правление наместника Ургенча Али Султана (?-1565) историк Салыр-Баба перевел по его указанию с персидского языка «Джами ат-таварих» Рашид ад-Дина. Благодаря этому образованный слой местного тюркоязычного населения получил возможность ознакомиться с первой всемирной историей.

## Узбекская историография в XVII-XVIII вв.
Достижение узбекской историографии самого высокого профессионального уровня связано с творчеством узбекского историка, поэта, политика, знатока восточной медицины, правителя Хорезма Абулгази Бахадура (1603—1664). Проживший трудные годы в гуще политических событий, он в конце жизни отошел от политики, и, передав трон сыну Ануша-хану (1663—1687), посвятил последние годы науке. Главным научным наследием Абулгазихана является сочинение «Шаджара-и турк ва могул» («Родословная тюрков и монголов»). Книга состоит из 9 больших глав, 7 из которых описывают мифическую историю тюрков, историю Чингисхана и его наследников, и являются компиляцией «Джами ат-таварих» Рашид ад-Дина и «Зафар-наме» Али Язди. Последние 2 главы посвящены Шейбанидам Мавераннахра и Хорезма. Эти главы являются оригинальными.
Абулгазихан умер от тяжелой болезни, так и не закончив последнюю главу «Родословной тюрков». Он смог довести повествование до 1644 года. Продолжение 9-главы, освещающее события 1644—1663 годов, было написано по поручению Ануша-хана другим историком – Махмудом ибн мулла Мухаммад Ургенчи. Этот же историк переписал 1—4 главы книги.
Значение «Родословной тюрков» для узбекской литературы состоит в том, что она написана на простонародном наречии узбеков, без применения высокого стиля чагатайской письменной традиции. Сам автор писал: «Чтобы понимали все, знатный и простой, я написал эту историю на тюркском языке, писал же я по-тюркски так, что поймет и пятилетнее дитя; чтобы было ясно, я не прибавил ни одного слова из чагатайско-тюркского, персидского и арабского». Как считает А. К.Боровков, «Здесь, как видно, речь идет скорее о борьбе стилей – простом стиле историка и высоком стиле «чагатайском». «Родословная тюрков» приобрела большую популярность в Европе уже в XVIII веке. В 1726 году она была переведена на немецкий и французский, в 1770 году — на русский, в 1780 году — на английский. В 1897—1913 годах книга была переведена на турецкий язык Риза Нуром. В 1935 году появился и персидский перевод. Немецкий перевод книги был опубликован Г. Я.Кёром, турецкий – Ахмед Вефик-пашой, французский – П. И. Демезоном (1871—1874), русский – Я. О. Ярцевым и Г. С. Саблуковым (1906). Кроме «Родословной тюрков», Абулгазихан написал книгу «Шаджараи таракима» («Родословная туркмен»), посвященную истории туркмен.
В период правления хивинского хана Йадигар-хана Сайид Мухаммад ходжой на узбекском языке был написан труд Повесть об Амире Тимуре

## Эпоха узбекских ханств
Другой хивинский историк – Шермухаммад Мунис Хорезми (1778—1829) был выходцем из узбекского рода юз. Мунис известен прежде всего как выдающийся узбекский поэт и переводчик. В 1806 году по приказу Ильтузар-хана (1804—1806) начал работу над исторической летописью Хивинского ханства под названием «Фирдавс ал-икбал» («Райский сад»). Однако Мунис не успел довести её до конца. Она была окончена его племянником, крупнейшим узбекским историком Мухаммадом Риза Ирниязбек-оглы Агахи (1809—1847).
Один из величайших узбекских поэтов, талантливый переводчик Агахи не только закончил летопись Муниса, но и написал еще 5 исторических сочинений, очень подробно освещающих всю историю Хивинского ханства: «Рияз ад-давла» («Сады государства»), «Зубдат ат-таварих» («Избранные летописи»), «Джамиъ ал-вакиъат-и султани» («Сборник рассказов о султане»), «Гулшан ал-давлат» («Цветник государства»), «Шахид ал-икбал» («Свидетель счастья»).
О его современнике, другом хивинском историке Худайберды ибн Кошмухаммаде известно очень мало. Мы знаем, что он учился в одном из многочисленных медресе Хивы и был учеником Муниса. В 1831—1932 годах он создал книгу «Дили гарайиб» («Удивительная душа»). Книга в значительной степени является подражанием персоязычным произведениям — «Бахр ал-асрар» Махмуда ибн Вали и «Аджайиб ат-табакат» Мухаммад Тахира, и составлена, как и они, в форме географического описания различных регионов с кратким историческим экскурсом. Три экземпляра сочинения хранятся в библиотеке Института востоковедения АН Узбекистана.
Продолжателем традиций Муниса и Агахи был Мухаммад Юсуф ибн Бабаджанбек Баяни (1858—1923). Происходил из узбекского рода кунграт. Его дед Бабаджанбек приходился внуком хивинскому хану Ильтузару (1804—1806). Известны его следующие исторические труды: «Шаджара-и Хорезмшахи» («Династия Хорезмшахов»), описывающая события с древнейших времен до династии Кунгратов, и «Хоразм тарихи» («История Хорезма»), посвященная социально-политическому обстоятельству в Хивинском ханстве в 1910—1918 годах.

## Кокандская школа
В отличие от Бухарского и Хивинского ханств, в Кокандском ханстве долгое время в XVIII веке и в первой половине XIX века большинство исторических летописей писалось на персидском языке. На этом языке писали свои летописи такие историки, как Али Кары Кундузи (1786—1858), Хакимхан Тура (1802—?), Нияз Мухаммад Хоканди (1803—?), Мухаммад Салих Ташкенди (1830—?). Известны немногочисленные узбекские переводы персидских летописей.
Лишь во второй половине XIX века появились крупные исторические сочинения на узбекском языке. Эти книги в большинстве своем посвящены истории борьбы узбекского народа против экспансии Российской империи. К таковым относится книга историка Мирза Алима ибн Мирза Рахим Ташкенди «Ансаб ас-салатын ва таварих ал-хавакын» («Происхождение султанов и история хаканов»), охватывающая 1842—1875 годы. Схожую тематику имеет историческая хроника Мулла Алима Махдум Ходжи «Тарихи Туркистан» («История Туркестана»).
Чрезвычайно популярным среди народа был мингбаши Алимкул — кокандский полководец, руководивший войсками при борьбе с русскими солдатами. Кокандские поэты и историки посвятили ему множество произведений, среди которых «Алимкул жангномаси» («Военная книга Алимкула») Мулла Халбека ибн Муса Андижани и «Джангнамэ-и Алимкул мингбаши» («Военная книга мингбаши Алимкула») Мухаммад Юнусджана Мунши.
В начале XX века узбекский поэт, педагог и просветитель Исхакхан Ибрат Туракургани написал книгу «Тарихи Фергана» («История Ферганы») на узбекском языке, описывающую историю Кокандского ханства с древнейших времен.